# Amedeo Tempia
Amedeo Tempia (Torino, 27 luglio 1762 – Torino, 14 gennaio 1850) è stato un militare e politico italiano, al servizio della corte sabauda.

## Biografia
Amedeo Tempia apparteneva alla borghesia piemontese di fine Settecento. Intrapresa la carriera militare nell'esercito piemontese, prestò servizio nelle campagne francesi della prima coalizione antinapoleonica tra il 1793 ed il 1797. Rifiutatosi di aderire all'esercito napoleonico, dopo la restaurazione sabauda venne nominato Capitano del Genio militare (1814) e poi Colonnello dal 1819, svolgendo l'attività di insegnante nelle scuole teoriche d'artiglieri e fortificazione.
Nel 1827 venne nominato Presidente del Consiglio del Genio militare col ruolo di comandante e dal 1830 divenne Maggiore generale. Luogotenente generale del genio nel 1835, divenne senatore nel 1848.
Morì a Torino nel 1850.